# Rosenlaube (Weimar)

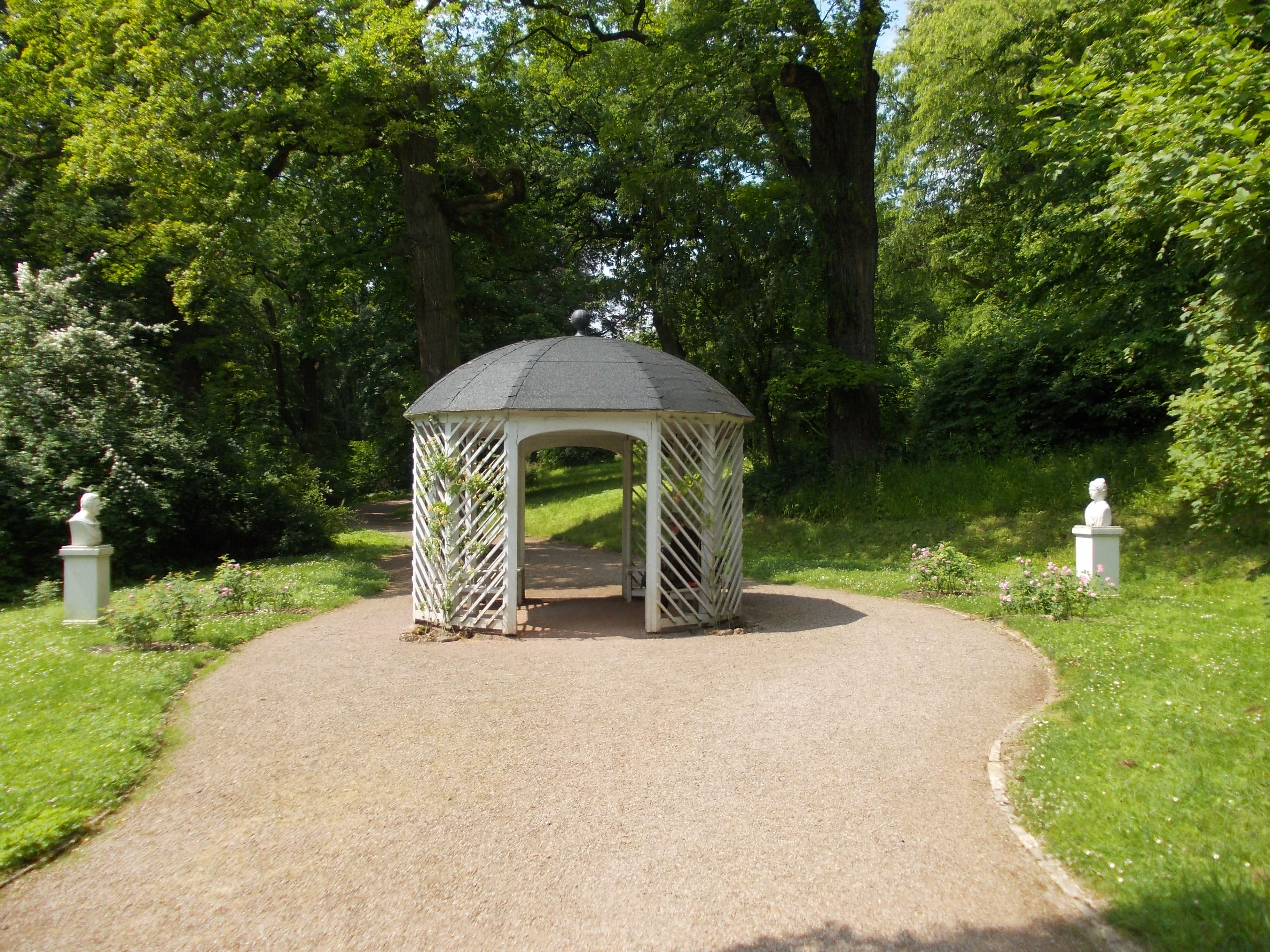
Rosenlaube im Schlosspark Belvedere

Im Schlosspark von Belvedere befindet sich die mittig platzierte Rosenlaube. Die zwölfeckige Laube ist mit einem gewölbten Dach mit Dachknauf versehen. Es ranken sich vier in Steinringe gefasste Rosenstöcke an der Laubenwand nach oben.
Vor der Rosenlaube stehen Abgüsse von Carl August (Sachsen-Weimar-Eisenach) und Luise von Sachsen-Weimar-Eisenach, deren Originale sich in der Sammlung im Schlossmuseum Weimar befinden. Geschaffen hatten die Büste des Großherzogs im Original Christian Friedrich Tieck und das der Großherzogin Ludwig Klauer. Entstanden ist die Rosenlaube in nachnapoleonischer Zeit 1815. Sie diente wohl als Rückzugsort.
Die Rosenlaube steht auf der Liste der Kulturdenkmale in Weimar (Ortsteile) und auf der Liste der Kulturdenkmale in Ehringsdorf.